# Amador Ferrer Aixalà
Amador Ferrer Aixalà (Barcelona, 24 de març de 1947 - Barcelona, 4 d'octubre de 2024) va ser un arquitecte, urbanista i acadèmic català, conegut per la seva participació en projectes urbanístics de gran escala a Catalunya, inclosa la preparació de Barcelona per als Jocs Olímpics de 1992. Al llarg de la seva carrera, també va exercir com a professor en diverses institucions, destacant-se a la Universitat Politècnica de Catalunya (UPC) i a l'Escola d'Arquitectura de Nàpols.
Des de jove, va mostrar un gran interès per l'urbanisme i l'arquitectura, cosa que el va portar a recórrer els barris de la seva ciutat natal per entendre’n les dinàmiques i reflexionar sobre com millorar-ne la vida urbana. Es va formar a l'Escola Tècnica Superior d'Arquitectura de Barcelona (ETSAB), on va presentar la seva tesi doctoral L’habitatge massiu i la formació metropolitana de Barcelona l'any 1983, dirigida per l’arquitecte Manuel de Solà-Morales, amb la qual va guanyar el Premi Nacional d'Urbanisme.

## Trajectòria professional
Amador Ferrer va iniciar la seva carrera en el camp de l’urbanisme l’any 1969, en participar en el Pla General Metropolità de Barcelona, una iniciativa clau per al desenvolupament urbà de la ciutat. Poc després, va ser convidat a integrar-se en el cos docent de la Universitat Politècnica de Catalunya, on, juntament amb altres arquitectes com Joan Busquets, va fundar el Laboratori d’Urbanisme de Barcelona. Aquest centre es va consolidar com a espai d’innovació i recerca, combinant la docència amb el desenvolupament d’investigacions urbanístiques.
En la seva carrera acadèmica, Amador Ferrer va exercir com a professor titular d'Urbanisme a la UPC entre 1974 i 1986 i també va ser professor de la «universitat de La Salle de Barcelona URL». des de l'any 2000. A més, va impartir classes com a professor visitant a la Johns Hopkins University i en diverses universitats europees i americanes. El 2008, va ser membre del Board de la International Urban Fellows Association (IUFA), una organització dedicada a fomentar la recerca urbanística a nivell internacional.

## Participació en projectes públics
Entre 1988 i 1992, Ferrer va ocupar el càrrec de director d’Edificació i Patrimoni a l’Ajuntament de Barcelona, participant activament en la planificació i supervisió de les obres per als Jocs Olímpics de 1992. Va col·laborar en el projecte de la Vila Olímpica, coordinant la tramitació i revisió dels projectes de construcció i remodelació de la costa de Barcelona. Després de la finalització d’aquests treballs, va ocupar el càrrec de director adjunt del Gabinet d’Estudis Urbanístics de Barcelona fins a l’any 2000. Posteriorment, va ser director d’urbanisme a l'Ajuntament de Badalona entre 1999 i 2003, i coordinador d’urbanisme a l'Àrea Metropolitana de Barcelona (AMB) del 2004 al 2011.

## Activitat professional en el sector privat
En l’àmbit privat, Ferrer va cofundar l’estudi d’arquitectura AFAC amb l’arquitecte Víctor Ferrer. Des d’aquest estudi, va desenvolupar projectes urbanístics en diverses ciutats, incloent-hi el parc logístic de Mango a Catalunya el 2005 i el projecte ZAC-Docks a París el 2007. Aquesta activitat professional li va permetre adquirir experiència en diversos països i perfeccionar el seu coneixement de diferents idiomes, entre ells l’anglès, el francès i l’italià.

## Filosofia i contribucions a l’urbanisme
Amador Ferrer mantenia un enfocament en l’urbanisme centrat a millorar la qualitat de vida dels habitants de les ciutats, posant especial èmfasi en el component social dels projectes. Defensava la importància de recórrer a peu el territori abans de dissenyar qualsevol pla urbanístic per entendre’n millor l’entorn i les dinàmiques locals. A més, subratllava el valor dels espais intermedis, com les voreres i els vestíbuls, que, segons ell, actuen com a punts de trobada essencials per a la cohesió social.
Considerava que un urbanisme efectiu havia d’anticipar-se a les necessitats de la població i afavorir la creació de comunitats cohesionades. Inspirat en models d’urbanisme nord-americà dels anys quaranta, Ferrer defensava un enfocament que integrés les dimensions socials i humanístiques en la planificació, valorant tant les necessitats espacials com les emocionals dels ciutadans.

## Publicacions
Amador Ferrer va publicar diversos treballs en què plasmava les seves investigacions i teories urbanístiques. Alguns dels seus llibres i articles més destacats són:
«Polígonos de vivienda en la comarca de Barcelona (II): (la formación metropolitana de Barcelona)».
- 20 Años de Ayuntamientos Democráticos (1999)
- The Future of the Industrial City* (Baltimore, 1990)
- Communicare l’Urbanistica (Florència, 2000)
- Transforming Barcelona (Londres i Nova York, 2004)

## Reconeixements i llegat
Amador Ferrer va morir a Barcelona el 4 d'octubre de 2024. L'Agrupació d'Arquitectes Urbanistes de Catalunya (AAUC) li va dedicar un «In memorian». en reconeixement de les seves contribucions al desenvolupament urbanístic a Catalunya i la seva trajectòria en l’àmbit acadèmic i professional. El seu enfocament en un urbanisme orientat a les necessitats socials i la cohesió dels espais urbans ha deixat una petjada significativa en el desenvolupament urbanístic de Barcelona i altres ciutats.